# Wyżyna Katanga
Wyżyna Katanga (fr., ang. Katanga Plateau) – wyżyna w południowo-wschodniej części Demokratycznej Republiki Konga (dawna prowincja Katanga) i w północnej Zambii, ograniczona od północy górami Kundelungu i Mitumba, od zachodu i południa wyżyną Lunda, od wschodu górami Muczinga. Jest to żyzny teren uprawny, w Demokratycznej Republice Konga także okręg przemysłowy.